# Заправка

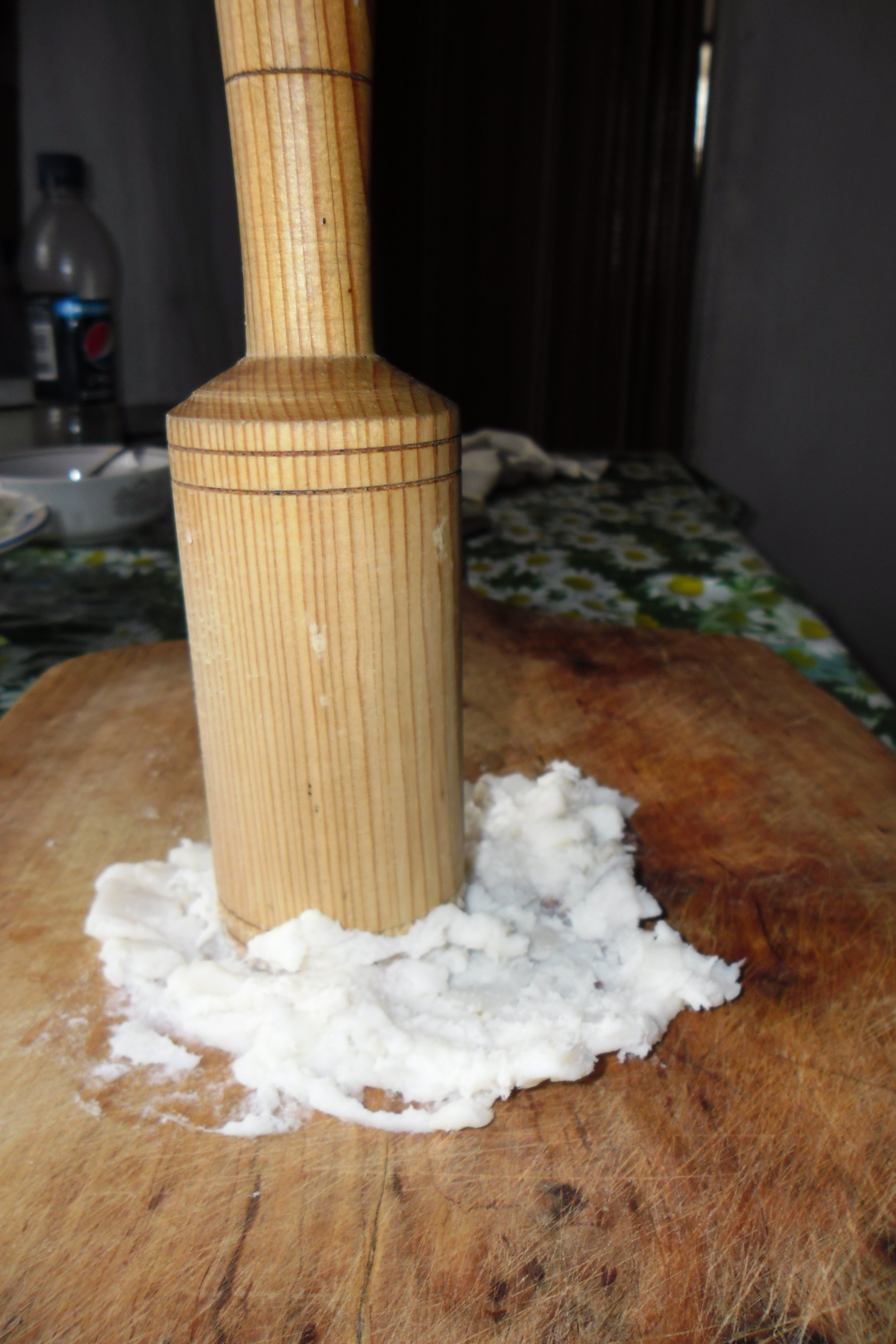
Приготування заправки для борща на основі сала і цибулі. Запоріжчина. 2012 р.

Заправка, заправа — те, чим заправляють їжу.
Заправкою може служити:
- товчене разом з цибулею і часником сало (заправка для борщу);
- томат (борщ);
- засмажка з цибулею, морквою тощо (суп);
- вершкове масло (каша) і т. д.

Найчастіше вживані в українській кухні заправки: цибуля, морква, петрушка, селера, томат, борошно, товчене сало, кріп пахучий, щавель і т. д.